# Встреча на Эльбе
Встреча на Эльбе — эпизод Второй мировой войны, когда 25 апреля 1945 года недалеко от города Торгау на реке Эльба войска 1-го Украинского фронта армии СССР встретились с войсками 1-й армии США. В результате встречи войск союзников остатки вооружённых сил Германии были расколоты на две части — северную и южную.

## История
В результате Шпремберг-Торгауской операции 24 апреля войска 1-го Украинского фронта вышли к Эльбе.
Первая встреча состоялась, когда американский патруль под командованием первого лейтенанта Альберта Коцебу был в двух милях от  Эльбы у деревни Леквиц (Leckwitz). Там Коцебу встретил дозорного солдата верхом на лошади, Айткали Алибекова, который указал направление в сторону расположения своего подразделения на восточном берегу Эльбы . На восточном берегу Альберт Коцебу встретил советских солдат под командованием подполковника Александра Гордеева. В тот же день ещё один американский патруль (под командованием второго лейтенанта Армии США Уильяма Робертсона) встретился с советскими солдатами лейтенанта Александра Сильвашко на разрушенном мосту через Эльбу близ Торгау.
26 апреля 1945 года командиры 69-й пехотной дивизии Армии США и 58-й гвардейской стрелковой дивизии Красной армии встретились в Торгау. Именно тогда была сделана фотография Робертсона и Сильвашко, пожимающих друг другу руки.
Командир роты старший лейтенант Январь Еремеев стал первым советским воином, который на рассвете 24 апреля пересёк Эльбу.
Из других источников МО РФ следует, что первыми Эльбу форсировали части 1-го Кавалерийского корпуса.

## Альтернативные версии
2 мая — 104-й гвардейский танковый полк майора Неверова В. П. 5-й кавалерийской дивизии 2-го Белорусского фронта овладел городом Ленцен, вышел на р. Эльба и соединился с американскими войсками.

3 мая — командующий 2-м Белорусским фронтом Маршал Советского Союза Константин Рокоссовский в своих воспоминаниях отмечал: 
3-й гвардейский танковый корпус Панфилова юго-западнее Висмара установил связь с передовыми частями 2-й британской армии. 4 мая вышли на разграничительную линию с союзниками и войска 70-й, 49-й армий, 8-го механизированного и 3-го гвардейского кавалерийского корпусов (конники дошли до Эльбы). Части 19-й армии Романовского и 2-й Ударной Федюнинского ещё сутки вели бои — очищали от гитлеровцев острова Воллин, Узедом и Рюген. С овладением этими островами закончилась наступательная операция 2-го Белорусского фронта. Правда, приходилось ещё прочёсывать отдельные районы, обезвреживать небольшие группы гитлеровцев, остававшиеся в тылу наших войск.
Так как 6-я гвардейская кавалерийская дивизия и 28-й гвардейский кавалерийский полк входили в состав 3-го гвардейского кавалерийского корпуса, то 2 мая 28-й кавполк на Эльбе быть не мог.

## Галерея
- Встреча на Эльбе
- Мемориальный знак, установленный на месте встречи
- Союзники близ Торгау
- Берлинская операция

## В кино
- Худ. фильм «Встреча на Эльбе», 1949 год
- Док. фильм «Вторая жизнь старого фото», 1988 год Студия ЦСДФ ( РЦСДФ)

## В искусстве
- Скульптурная композиция «Встреча на Эльбе» (автор — народный художник России Александр Бурганов) была торжественно открыта 25 апреля 2016 года в Москве, в сквере на переулке Сивцев Вражек.

## В видеоиграх
- Событие появляется в финальной катсцене игры «Офицеры» (разработчик - GFI UA), 2006 год
- Встрече на Эльбе посвящена одна из миссий в игре «Gates of Hell: Ostfront» и появляется в дополнении «Airborne» (разработчик - Barbedwire Studio), 2021 год